# Romdrup
Romdrup er en landsby beliggende umiddelbart syd for Klarup. Landsbyen er sammenvokset med Klarup og indbyggertallet opgøres samlet. Romdrup er beliggende i Romdrup Sogn i Aalborg Kommune.
Romdrup er et af de mest velbevarede eksempler på en randlandsby på kanten af Romdrup Ådal. Ådalens skrænt er meget markant
i byen. Landsbyen har en struktur af store gårdanlæg og gamle huse med diskret indpassede parcelhuse. Romdrup Kirke ligger centralt i landsbyen.